# Route nationale de Suisse
En Suisse, les routes nationales sont les « voies de communication les plus importantes présentant un intérêt pour la Suisse en général ».
La responsabilité des infrastructures routières est partagée entre la Confédération, les cantons et les communes. L'Assemblée fédérale classe comme routes nationales les « voies de communication les plus importantes présentant un intérêt pour la Suisse ». La Confédération construit, entretient et exploite les routes nationales. Pour des raisons historiques, seul l'achèvement du réseau des routes nationales reste une tâche commune de la Confédération et des cantons. Les infrastructures routières situées sur les routes cantonales et communales sont prises en charge par les communes et les cantons qui sont responsables de la construction, de l'entretien et de l'exploitation de leur réseau routier. Les routes nationales peuvent comporter entre deux et sept voies.
Fin 2016, le réseau suisse des routes nationales s’étendait sur 1 840,4 km (sans les voies d'accès). L’arrêté fédéral sur le réseau de 1960 prévoyait, en tenant compte des révisions jusqu’à cette date, 1 892,5 km, si bien qu’il manquait encore 52,1 km pour que le réseau soit achevé. Depuis 1960, le réseau a été complété à quatre reprises : en 1965 par le tunnel routier du Gothard, en 1971 par le contournement nord et ouest de Zurich, en 1984 par la Transjurane (A16) et en 2000 par la route du Prättigau (portion de la route principale 28). En revanche, le tronçon Wimmis - Sion de la N6, qui incluait un tunnel passant sous le col du Rawil, en a été biffé en 1986. Avec l’entrée en vigueur du nouvel arrêté sur le réseau (NAR) le 1er janvier 2020, 382,55 km de routes cantonales devraient être intégrés dans le réseau des routes nationales.

## Classes
Les routes nationales sont divisées en trois classes :
|                                    | Routes de première classe | Routes de deuxième classe   | Routes de troisième classe |
| ---------------------------------- | ------------------------- | --------------------------- | -------------------------- |
| Type de route                      | Autoroute                 | Semi-autoroute ou autoroute | Route normale              |
| Séparation des sens de circulation | oui                       | parfois                     | non                        |
| Croisements à niveau               | non                       | rarement                    | à éviter                   |
| Traversées de localités            | non                       | non                         | à éviter                   |
| Voies de circulation par sens      | 2 ou plus                 | 1 ou plus                   | 1 ou plus                  |
| Vitesse maximale autorisée         | 120 km/h                  | selon le tronçon            | 80 km/h                    |
| Restrictions d'accès               | véhicules à moteur        | véhicules à moteur          | non                        |
| Lettre                             | A                         | A ou H/J/T                  | H/J/T                      |
| Base légale RS 725.11              | Art. 2                    | Art. 3                      | Art. 4                     |

1 E = Route express de première classe, 2 E = Route express de deuxième classe, 3 E = Route express de troisième classe

## Liste des routes nationales de Suisse
La liste des routes nationales de Suisse répertorie toutes les routes nationales en Suisse. Les routes nationales sont toutes les routes dont le financement, l'exploitation, l'entretien et l'expansion sont assurés par la Confédération (et non les cantons ou les communes). Elles sont gérées par l'Office fédéral des routes (OFROU), rattaché au Département fédéral de l'environnement, des transports, de l'énergie et de la communication.
Selon le niveau d’aménagement (classe) de la route, il s'agit d'une autoroute nationale, d'une semi-autoroute nationale ou d'une route principale nationale.
Dans le réseau routier suisse, les routes nationales forment une catégorie particulière de propriété aux côtés des routes cantonales, communales et privées. La Suisse compte actuellement 28 routes nationales numérotées (N1-N10, N12-N14, N17-N18, N20-N22, N25, N28, N31-N38). Cependant, ces numéros ne sont pas signalés sur les routes, la signalisation des routes suisses se faisant sur la base du niveau d’aménagement de la route (autoroute, semi-autoroute, routes principale et route secondaire). La numérotation des routes nationales ne permet donc pas de connaître le niveau d’aménagement de la route.

Signal d'indication autoroute (nationale et cantonale)
Signal d'indication semi-autoroute (nationale et cantonale)
Plaque numérotée pour autoroutes et semi-autoroutes (nationale et cantonale)
Indicateur de direction pour autoroutes et semi-autoroutes (nationale et cantonale)
Plaque numérotée pour route principale (nationale, cantonale et communale)
Fin de localité sur route principale (nationale, cantonale et communale)

### Adaptation du réseau des routes nationales en 2020
Les adaptations proposées de l’arrêté sur le réseau (2020) se sont basées sur sept critères :
- Critère 1 : Assurer le passage du trafic international de transit
- Critère 2 : Relier la Suisse à l’étranger (grandes agglomérations)
- Critère 3 : Relier entre elles les grandes et moyennes agglomérations
- Critère 4 : Desservir les installations de transport d’importance nationale : Aucune modification n’est nécessaire.
- Critère 5 : Desservir les chefs-lieux cantonaux
- Critère 6 : Garantir la disponibilité du réseau sur les axes principaux (redondance)
- Critère 7 : Desservir les grandes régions touristiques alpines

Des adaptations sont également proposées à des tronçons dont l’attribution est restée en suspens dans le plan sectoriel des transports, elles ne concernent pas les grandes agglomérations.

### Liste des routes nationales de Suisse (2020)
| N°  | Liaison interrégionale                                                                  | Routes | Tracé et sections | Classe                                                                     | Remarques |
| --- | --------------------------------------------------------------------------------------- | --- | --- | -------------------------------------------------------------------------- | --- |
| N1  | Principal axe Ouest – Est                                                               | | Genève – Lausanne – Berne – Zurich – Winterthour – Saint-Gall – St. Margrethen |                                                                            | |
| N1  | Principal axe Ouest – Est                                                               | Saint-Julien-en-Genevois (frontière) – Perly – aéroport de Cointrin – Genève (N)                                          | 1 E |                                                                            | |
| N1  | Principal axe Ouest – Est                                                               | Genève (N) – Ecublens (avec bifurcation vers Lausanne La Maladière) – Chavornay – Yverdon-les-Bains                       | 1 |                                                                            | |
| N1  | Principal axe Ouest – Est                                                               | Yverdon – Avenches | 2 |                                                                            | |
| N1  | Principal axe Ouest – Est                                                               | Avenches – Morat – Berne (Weyermannshaus)                                                                                 | 1 |                                                                            | |
| N1  | Principal axe Ouest – Est                                                               | Berne (Weyermannshaus) – Berne (Wankdorfplatz)                                                                            | 1 |                                                                            | |
| N1  | Principal axe Ouest – Est                                                               | Berne (Neufeld) – Berne (route de Tiefenau) (route d’accès du Neufeld)                                                    | 2 E |                                                                            | |
| N1  | Principal axe Ouest – Est                                                               | Berne (Forsthaus) – Berne (Insel) (route d’accès du Forsthaus)                                                            | 3 E |                                                                            | |
| N1  | Principal axe Ouest – Est                                                               | Berne (Wankdorfplatz) – Luterbach – Egerkingen – Rothrist – Oberentfelden – Dättwil – Neuenhof – Zurich (Aubrugg)         | 1 |                                                                            | |
| N1  | Principal axe Ouest – Est                                                               | Zurich (place de sport du Hardturm) – Platzspitz                                                                          | 3 E |                                                                            | |
| N1  | Principal axe Ouest – Est                                                               | Zurich (Aubrugg) – Töss – Ohringen – Attikon – Wil – Saint-Gall (O)                                                       | 1 |                                                                            | |
| N1  | Principal axe Ouest – Est                                                               | Saint-Gall (O) – Saint-Gall (E)                                                                                           | 1 |                                                                            | |
| N1  | Principal axe Ouest – Est                                                               | Saint-Gall (Schoren) – Saint-Gall (Kreuzbleiche)                                                                          | 1 E |                                                                            | |
| N1  | Principal axe Ouest – Est                                                               | Saint-Gall (E) – St. Margrethen (frontière)                                                                               | 1 |                                                                            | |
| N2  | Principal axe Nord – Sud                                                                | | Bâle – tunnel du Belchen – Lucerne – Stans – Altdorf – Gothard – Lugano – Chiasso |                                                                            | |
| N2  | Principal axe Nord – Sud                                                                | Raccordement à l’autoroute allemande près de Weil – Hagnau                                                                | 1 E |                                                                            | |
| N2  | Principal axe Nord – Sud                                                                | Bâle (Hagnau) – Hard – Augst – Arisdorf – Sissach – Eptingen – tunnel du Bölchen – Egerkingen (accès à la N 1)            | 1 |                                                                            | |
| N2  | Principal axe Nord – Sud                                                                | Rothrist (bifurcation de la N 1) – Dagmersellen – Sursee – Sempach – Lucerne (N)                                          | 1 |                                                                            | |
| N2  | Principal axe Nord – Sud                                                                | Lucerne (N) – Senti – Kasernenplatz                                                                                       | 1 E | Voie d'accès autoroute A2 Senti (Sentimatt) – centre ville de Lucerne      | |
| N2  | Principal axe Nord – Sud                                                                | Senti – Lucerne (S) | 1 | Tunnel du Sonnenberg                                                       | |
| N2  | Principal axe Nord – Sud                                                                | Lucerne (S) – Stans (E)                                                                                                   | 1 |                                                                            | |
| N2  | Principal axe Nord – Sud                                                                | Stans (E) – route de la rive gauche du lac des Quatre-Cantons – Altdorf – Göschenen                                       | 2 |                                                                            | |
| N2  | Principal axe Nord – Sud                                                                | Tunnel routier Göschenen – Airolo                                                                                         | 2 |                                                                            | |
| N2  | Principal axe Nord – Sud                                                                | | Göschenen – col du Saint-Gothard – Airolo | 3                                                                          | |
| N2  | Principal axe Nord – Sud                                                                | | Airolo – Castione | 2                                                                          | |
| N2  | Principal axe Nord – Sud                                                                | Castione – Lugano (N) | 1 |                                                                            | |
| N2  | Principal axe Nord – Sud                                                                | Lugano (N) – Lugano (S)                                                                                                   | 2 |                                                                            | |
| N2  | Principal axe Nord – Sud                                                                | Lugano (S) – Chiasso (frontière)                                                                                          | 1 |                                                                            | |
| N3  | Axe Suisse du Nord-Ouest – Suisse du Sud-Est                                            | | Bâle (Euro-Airport) – Wiese (accès à la N 2) – Augst (bifurcation de la N 2) – Brugg – Birmenstorf et échangeur du Limmattal (bifurcation de la N1) – Pfäffikon – Sargans et Thusis – Tiefencastel – Silvaplana |                                                                            | |
| N3  | Axe Suisse du Nord-Ouest – Suisse du Sud-Est                                            | Bâle (Euro-Airport) – Wiese (accès à la N 2)                                                                              | 1 E |                                                                            | |
| N3  | Axe Suisse du Nord-Ouest – Suisse du Sud-Est                                            | Augst (bifurcation de la N 2) – Frick – Bözberg – Brugg – Birmenstorf (accès à la N 1)                                    | 1 |                                                                            | |
| N3  | Axe Suisse du Nord-Ouest – Suisse du Sud-Est                                            | Zurich (O) – tunnel de l'Uetliberg – Zurich (Brunau)                                                                      | 1 |                                                                            | |
| N3  | Axe Suisse du Nord-Ouest – Suisse du Sud-Est                                            | Zurich (Brunau) – Pfäffikon                                                                                               | 1 |                                                                            | |
| N3  | Axe Suisse du Nord-Ouest – Suisse du Sud-Est                                            | Pfäffikon – Ziegelbrücke                                                                                                  | 2 |                                                                            | |
| N3  | Axe Suisse du Nord-Ouest – Suisse du Sud-Est                                            | Ziegelbrücke – Walenstadt (O)                                                                                             | 1 |                                                                            | |
| N3  | Axe Suisse du Nord-Ouest – Suisse du Sud-Est                                            | Walenstadt (O) – Sargans (accès à la N 13)                                                                                | 2 |                                                                            | |
| N3  | Axe Suisse du Nord-Ouest – Suisse du Sud-Est                                            | 417 | Thusis-Sud (accès à la N 13) – Tiefencastel – Silvaplana | 3                                                                          | Ajouté en 2020 (critère 7). |
| N4  | Liaison centrale Nord-Sud                                                               | | Thayngen (frontière) – Schaffhouse – Winterthour et Zurich – Knonau – Cham – Brunnen – Altdorf |                                                                            | |
| N4  | Liaison centrale Nord-Sud                                                               | Thayngen (frontière) – Schaffhouse (Nord)                                                                                 | 3 | Ajouté en 2020 (critère 1). Déplacement de la liaison Schaffhouse – Bargen | |
| N4  | Liaison centrale Nord-Sud                                                               | Schaffhouse (N) – Schaffhouse (S)                                                                                         | 2 E |                                                                            | |
| N4  | Liaison centrale Nord-Sud                                                               | Schaffhouse (S) - Winterthour (N) (accès à la N 1)                                                                        | 2 |                                                                            | |
| N4  | Liaison centrale Nord-Sud                                                               | Zurich (échangeur Limmattal) (bifurcation de la N 1) – Zurich-Ouest (bifurcation de la N 3) – Knonau – Cham – Holzhäusern | 1 |                                                                            | |
| N4  | Liaison centrale Nord-Sud                                                               | Holzhäusern – Brunnen (S)                                                                                                 | 2 |                                                                            | |
| N4  | Liaison centrale Nord-Sud                                                               | Brunnen (S) – Altdorf (accès à la N 2)                                                                                    | 1 |                                                                            | |
| N5  | Pied du Sud du Jura                                                                     | | Luterbach (Soleure) – Bienne – Neuchâtel – Yverdon-les-Bains |                                                                            | |
| N5  | Pied du Sud du Jura                                                                     | Luterbach (bifurcation de la N 1) – Bienne (E)                                                                            | 2 |                                                                            | |
| N5  | Pied du Sud du Jura                                                                     | Bienne (E) – Bienne (O)                                                                                                   | 2 E |                                                                            | |
| N5  | Pied du Sud du Jura                                                                     | | Bienne (O) – La Neuveville – Neuchâtel – Yverdon-les-Bains (S) (accès à la N 1) | 2/3                                                                        | |
| N6  | Liaison occidentale Nord-Sud                                                            | | Boncourt (frontière) – Delémont – Moutier – Bienne – Schönbühl et Berne – Lattigen (bifurcation de la N 6) – Spiez (bifurcation de la N 8) – Gampel (accès à la N 9)                                            |                                                                            | |
| N6  | Liaison occidentale Nord-Sud                                                            | | Boncourt (frontière) – Porrentruy – Delémont – Moutier – Tavannes – Bienne (accès à la N 5) | 2/3                                                                        | |
| N6  | Liaison occidentale Nord-Sud                                                            | | Bienne-Sud – Lyss-Nord | 2                                                                          | Ajouté en 2020 (critère 2). |
| N6  | Liaison occidentale Nord-Sud                                                            | Lyss-Nord – échangeur de Schönbühl (accès à la N 1)                                                                       | 2 |                                                                            | Ajouté en 2020 (critère 2). |
| N6  | Liaison occidentale Nord-Sud                                                            | Berne (Wankdorfplatz) (bifurcation de la N 1) – Berne (Freudenbergerplatz)                                                | 1 E |                                                                            | |
| N6  | Liaison occidentale Nord-Sud                                                            | Berne (Freudenbergerplatz) – échangeur de Lattigen (N 8) – échangeur de Spiez                                             | 1 |                                                                            | |
| N6  | Liaison occidentale Nord-Sud                                                            | 223 | Spiez – Kandersteg (station de transbordement du Lötschberg) | 2/3                                                                        | Ajouté en 2020 (critère 2). |
| N6  | Liaison occidentale Nord-Sud                                                            | 509 | Goppenstein (station de transbordement du Lötschberg) – Gampel (accès à la N 9) | 3                                                                          | Ajouté en 2020 (critère 2). |
| N7  | Liaison vers Constance                                                                  | | Winterthour – Frauenfeld – Kreuzlingen (frontière) |                                                                            | |
| N7  | Liaison vers Constance                                                                  | Attikon (bifurcation de la N 1) – Frauenfeld – Kreuzlingen (frontière)                                                    | 2 |                                                                            | |
| N8  | Liaison des Préalpes Oberland bernois – Suisse centrale                                 | | Wimmis – Lattigen (N 6) – Spiez (échangeur de la N 6) – Interlaken – Iseltwald – Brienzwiler – Brünig – Sarnen – Acheregg (accès à la N 2)                                                                      | 2/3                                                                        | |
| N9  | Axe Ouest – Sud                                                                         | | Vallorbe (frontière) – Chavornay et Villars-Sainte-Croix – Villeneuve – Sion – Brigue – Simplon – Gondo (frontière)                                                                                             |                                                                            | |
| N9  | Axe Ouest – Sud                                                                         | Vallorbe (frontière) – Chavornay (accès à la N 1)                                                                         | 2 |                                                                            | |
| N9  | Axe Ouest – Sud                                                                         | Villars-Sainte-Croix (bifurcation de la N 1) – Lutrive (avec bifurcation vers Corsy) – Villeneuve                         | 1 |                                                                            | |
| N9  | Axe Ouest – Sud                                                                         | Villeneuve – Sion – Sierre – Brigue                                                                                       | 2 |                                                                            | |
| N9  | Axe Ouest – Sud                                                                         | | Brigue – Simplon – Gondo (frontière) | 3                                                                          | |
| N10 | Liaison transversale du Pays des Trois-Lacs                                             | | Thielle (accès à la N5) – Morat (accès à la N1) |                                                                            | Ajouté en 2020 (Ajout de tronçons dont l’attribution est restée en suspens dans le plan sectoriel des transports).                                               |
| N10 | Liaison transversale du Pays des Trois-Lacs                                             | Thielle (accès à la N 5) – Anet                                                                                           | 2 |                                                                            | Ajouté en 2020 (Ajout de tronçons dont l’attribution est restée en suspens dans le plan sectoriel des transports).                                               |
| N10 | Liaison transversale du Pays des Trois-Lacs                                             | | Anet – Morat (accès à la N 1) | 3                                                                          | |
| N12 | Liaison Berne - Fribourg - vers le Valais                                               | | Vevey – Fribourg – Berne |                                                                            | |
| N12 | Liaison Berne - Fribourg - vers le Valais                                               | Vevey (bifurcation de la N 9) – Fribourg – Berne (Weyermannshaus) (accès à la N 1)                                        | 2 |                                                                            | |
| N13 | Liaison orientale Nord-Sud                                                              | | Kreuzlingen – Arbon – St. Margrethen (frontière) – Sargans – Coire – Thusis – San Bernardino – Castione |                                                                            | |
| N13 | Liaison orientale Nord-Sud                                                              | | Kreuzlingen-Nord (accès à la N 7) – Romanshorn – Arbon-Ouest | 3                                                                          | Ajouté en 2020 (critère 3). |
| N13 | Liaison orientale Nord-Sud                                                              | | Arbon-Ouest – échangeur de Meggenhus (accès à la N 1) | 2                                                                          | Ajouté en 2020 (critère 3). |
| N13 | Liaison orientale Nord-Sud                                                              | | St. Margrethen (bifurcation de la N 1) – Sargans – Coire – Reichenau – Thusis | 2                                                                          | |
| N13 | Liaison orientale Nord-Sud                                                              | Thusis – Hinterrhein (E)                                                                                                  | 2/3 |                                                                            | |
| N13 | Liaison orientale Nord-Sud                                                              | Hinterrhein (E) – tunnel du San Bernardino – Malabarba                                                                    | 2 |                                                                            | |
| N13 | Liaison orientale Nord-Sud                                                              | Malabarba – Pian San Giacomo – Castione (accès à la N 2)                                                                  | 2 |                                                                            | |
| N13 | Liaison orientale Nord-Sud                                                              | 406 | Bellinzone-Sud (bifurcation de la N 2) – Magadino – tunnel Mappo-Morettina – Locarno - Ascona | 3                                                                          | Ajouté en ? (critère 3). Le projet 2008 prévoyait le tronçon Bellinzone - Locarno-Est (Orselina) uniquement. (voir Autoroute cantonale A13 : Magadino - Locarno) |
| N14 | Liaison transversale Suisse centrale – Lac de Zurich                                    | | Lucerne – Cham – Sihlbrugg – Wädenswil |                                                                            | |
| N14 | Liaison transversale Suisse centrale – Lac de Zurich                                    | Emmen (bifurcation de la N 2) – échangeur de Rütihof (N4)                                                                 | 1 |                                                                            | |
| N14 | Liaison transversale Suisse centrale – Lac de Zurich                                    | | Échangeur de Blegi (bifurcation de la N 4) – Baar – Sihlbrugg | 2                                                                          | |
| N14 | Liaison transversale Suisse centrale – Lac de Zurich                                    | 338 | Sihlbrugg – Hirzel – Wädenswil (accès à la N 3) | 3                                                                          | Ajouté en 2020 (critère 2). |
| N17 | Liaison du pays de Glaris                                                               | | Niederurnen – Glaris |                                                                            | Ajouté en 2020 (critère 5). |
| N17 | Liaison du pays de Glaris                                                               | Niederurnen (accès à la N 3) – Näfels-Nord                                                                                | 2 |                                                                            | Ajouté en 2020 (critère 5). |
| N17 | Liaison du pays de Glaris                                                               | | Näfels-Nord – Glaris | 3                                                                          | Ajouté en 2020 (critère 5). |
| N18 | Liaison Bâle – Delémont (Birstal)                                                       | | Échangeur de Hagnau (bifurcation de la N 2) – Delémont (accès à la N 6) |                                                                            | Ajouté en 2020 (critère 5). |
| N18 | Liaison Bâle – Delémont (Birstal)                                                       | Échangeur de Hagnau (bifurcation de la N 2) – Reinach-Sud                                                                 | |                                                                            | Ajouté en 2020 (critère 5). |
| N18 | Liaison Bâle – Delémont (Birstal)                                                       | Reinach-Sud – Aesch (BL)                                                                                                  | 2/3 |                                                                            | Ajouté en 2020 (critère 5). |
| N18 | Liaison Bâle – Delémont (Birstal)                                                       | | Aesch (BL) – Delémont Est (accès à la N16) | 3                                                                          | Ajouté en 2020 (critère 5). |
| N20 | Liaison neuchâteloise du Littoral aux Montagnes avec continuation vers la Franche-Comté | | Neuchâtel – Tunnel de la Vue-des-Alpes – Le Locle (frontière) |                                                                            | Ajouté en 2020 (critère 2). |
| N20 | Liaison neuchâteloise du Littoral aux Montagnes avec continuation vers la Franche-Comté | Neuchâtel (accès à la N 5) – Tunnel de la Vue-des-Alpes – La Chaux-de-Fonds                                               | 2 | ()                                                                         | |
| N20 | Liaison neuchâteloise du Littoral aux Montagnes avec continuation vers la Franche-Comté | | La Chaux-de-Fonds – Le Locle (frontière) | 3                                                                          | |
| N21 | Voie d'accès au col du Grand-Saint-Bernard                                              | | Martigny – col du Grand-Saint-Bernard |                                                                            | Ajouté en 2020 (critère 1). |
| N21 | Voie d'accès au col du Grand-Saint-Bernard                                              | Echangeur du Grand-Saint-Bernard (bifurcation de la N9) – Martigny-Croix                                                  | 2 |                                                                            | |
| N21 | Voie d'accès au col du Grand-Saint-Bernard                                              | | Martigny-Croix – entrée du tunnel Bourg-Saint-Pierre | 3                                                                          | Privé, le tunnel du Grand-Saint-Bernard est hors du réseau. |
| N22 | Liaison supérieure et inférieure de Bâle-Campagne                                       | | Pratteln – Liestal – Sissach |                                                                            | Ajouté en 2020. |
| N22 | Liaison supérieure et inférieure de Bâle-Campagne                                       | Pratteln (accès à la N 2) – Füllinsdorf – Liestal Altmarkt                                                                | 3 | (critère 5)                                                                | |
| N22 | Liaison supérieure et inférieure de Bâle-Campagne                                       | Liestal Altmarkt – Lausen – Sissach (accès à la N 2)                                                                      | 2 | (critère 6)                                                                | |
| N25 | Liaison autoroutière de l'Appenzellerland                                               | 463 459 | Saint-Gall Winkeln – Appenzell |                                                                            | Ajouté en 2020 (critère 5). Semi-autoroute A25 projetée entre Gossau-Est et Waldstatt                                                                            |
| N25 | Liaison autoroutière de l'Appenzellerland                                               | 463 459 | Saint-Gall Winkeln (accès à la N 1) – Herisau – Appenzell | 3                                                                          | Ajouté en 2020 (critère 5). Semi-autoroute A25 projetée entre Gossau-Est et Waldstatt                                                                            |
| N28 | Liaison Vallée du Rhin — Basse-Engadine                                                 | | Liaison N13 Landquart–Klosters/station de transbordement du tunnel de la Vereina | 2/3                                                                        | |
| N31 | Voie d’accès à la N 1 depuis le sud de Genève                                           | | Perly (bifurcation de la N 1) – Genève (contournement Sud de Plan-les-Ouates) | 1                                                                          | |
| N31 | Voie d’accès à la N 1 depuis le sud de Genève                                           | Perly – Genève (S, contournement de Plan-les-Ouates)                                                                      | 1 E |                                                                            | |
| N32 | Autoroute d'Aarau                                                                       | T5 | Aarau – Aarau-Est (accès à la N 1) | 2                                                                          | Ajouté en 2020 (critère 5). |
| N33 | Autoroute de l'aéroport de Zurich                                                       | | Zurich (N) (bifurcation de la N1) – aéroport de Kloten | 1                                                                          | |
| N34 | Liaison Oberland zurichois – Vallée de la Linth                                         | | Brüttisellen – Wetzikon – Schmerikon – Reichenburg |                                                                            | Ajouté en 2020 (critère 3 : Brüttisellen – Rüti) |
| N34 | Liaison Oberland zurichois – Vallée de la Linth                                         | Brüttisellen (accès à la N 1) – Uster-Est                                                                                 | 3 |                                                                            | Ajouté en 2020 (critère 3 : Brüttisellen – Rüti) |
| N34 | Liaison Oberland zurichois – Vallée de la Linth                                         | 340 | Uster-Est – Wetzikon | 3                                                                          | Ajouté en 2020 (critère 3 : Brüttisellen – Rüti) |
| N34 | Liaison Oberland zurichois – Vallée de la Linth                                         | 340 | Wetzikon – Hinwil – Rapperswil | 3/2                                                                        | Ajouté en 2020 (Ajout du tronçon Rüti (ZH) – Reichenburg, attribution restée en suspens dans le plan sectoriel des transports).                                  |
| N34 | Liaison Oberland zurichois – Vallée de la Linth                                         | | Rapperswil – Schmerikon | 2                                                                          | Ajouté en 2020 (Ajout du tronçon Rüti (ZH) – Reichenburg, attribution restée en suspens dans le plan sectoriel des transports).                                  |
| N34 | Liaison Oberland zurichois – Vallée de la Linth                                         | Schmerikon – échangeur de Reichenburg (accès à la N 3)                                                                    | 2 |                                                                            | Ajouté en 2020 (Ajout du tronçon Rüti (ZH) – Reichenburg, attribution restée en suspens dans le plan sectoriel des transports).                                  |
| N35 | Voie d'accès autoroutière vers Zurich                                                   | | Zurich (Aubrugg) (bifurcation de la N1) – tunnel du Milchbuck | 1                                                                          | |
| N36 | Voie d'accès autoroutière vers Zurich                                                   | | Échangeur de Limmattal (bifurcation de la N 1) – Zurich (place de sport du Hardturm) – Sihlquai | 1                                                                          | |
| N37 | Voie d'accès autoroutière vers Zurich                                                   | | Zurich (Brunau, bifurcation de la N3) – Zurich (Sihlquai) | 1 E                                                                        | |
| N38 | Liaison secondaire entre la Frontière et la N 2                                         | | Mendrisio – Stabio |                                                                            | Ajouté en 2020 (critère 2) |
| N38 | Liaison secondaire entre la Frontière et la N 2                                         | N 2, bifurcation de Mendrisio – Stabio-Est                                                                                | 2 |                                                                            | Ajouté en 2020 (critère 2) |
| N38 | Liaison secondaire entre la Frontière et la N 2                                         | Stabio-Est – Stabio (frontière)                                                                                           | 3 |                                                                            | Ajouté en 2020 (critère 2) |

#### Route déclassée
| N° | Routes | Tracé et sections                                          | Classe | Remarques |
| -- | ------ | ---------------------------------------------------------- | ------ | --- |
| N4 |        | Bargen – jonction Mutzentäli (accès à la N4) à Schaffhouse | 2/3    | Transfert de la N4 Bargen – Schaffhouse (env. 15 km) au réseau complémentaire (H4), remplacé par la H15 Schaffhouse – Thayngen |